# Per Hjern
Per Gustaf Herbert Hjern, född 21 augusti 1899 i Trollhättan, död 25 november 1957 i Malmö, var en svensk skådespelare.
Hjern blev elev vid Lorensbergsteatern i Göteborg 1920. Han scendebuterade där 1922 och filmdebuterade 1938 i Gunnar Olssons Du gamla du fria. Han kom sammanlagt att medverka i sju filmer fram till och med 1955. Hjern är begravd på Östra kyrkogården i Göteborg.

## Filmografi
- 1938 – Du gamla du fria
- 1938 – Sol över Sverige
- 1944 – Skåningar
- 1945 – Trav, hopp och kärlek
- 1946 – Ebberöds bank
- 1955 – Kärlek på turné
- 1955 – Blå himmel

## Teater

### Roller (ej komplett)
| År   | Roll                              | Produktion                                                                                | Regi                | Teater                   |
| ---- | --------------------------------- | ----------------------------------------------------------------------------------------- | ------------------- | ------------------------ |
| 1926 |                                   | Lätta Isabell (Die leichte Isabell) Robert Gilbert och Hans Hellmut Zerlett               | Gunnar Cronwin      | Blancheteatern           |
| 1927 | Bob Adams                         | Din nästas fästmö (Just Married) Adelaide Matthews och Anne Nichols                       | Oscar Tengström     | Åbo Svenska Teater       |
| 1927 | Jonas Övergård                    | Hälsingar Henning Ohlsson                                                                 | Rafael Stenius      | Åbo Svenska Teater       |
| 1927 | Baronen av Ripafratta             | Värdshusvärdinnan (La locandiera) Carlo Goldoni                                           | Oscar Tengström     | Åbo Svenska Teater       |
| 1927 | Nisse Wahlberg                    | Återförsäkring Ferdinand Qvist                                                            | Oscar Tengström     | Åbo Svenska Teater       |
| 1927 | Paul Holm                         | Brännmärkt (Under værgeraadet) Christian Gjerløv                                          | Oscar Tengström     | Åbo Svenska Teater       |
| 1928 | Arkitekt Lithau                   | Littowska vapnet Hjalmar Procopé                                                          | Oscar Tengström     | Åbo Svenska Teater       |
| 1928 | Charles Venables                  | Vad varje kvinna vet (What Every Woman Knows) J. M. Barrie                                | Oscar Tengström     | Åbo Svenska Teater       |
| 1928 | Korth                             | Komedin på slottet (Spiel im Schloss ) Ferenc Molnár                                      | Oscar Tengström     | Åbo Svenska Teater       |
| 1928 | Gregers Werle                     | Vildanden Henrik Ibsen                                                                    | Oscar Tengström     | Åbo Svenska Teater       |
| 1928 | Hans                              | Dollarprinsessan (Die Dollarprinzessin) Leo Fall, Alfred Maria Willner och Fritz Grünbaum | Oscar Tengström     | Åbo Svenska Teater       |
| 1928 | Fritz Lobheimer                   | Älskog (Liebelei) Arthur Schnitzler                                                       | Rafael Stenius      | Åbo Svenska Teater       |
| 1928 | Dr. Lamond                        | Mysteriet Milton (The Ringer) Edgar Wallace                                               | Oscar Tengström     | Åbo Svenska Teater       |
| 1928 | Baron Peter von Ternitz           | Mädi Robert Stolz, Alfred Grünwald och Leo Stein                                          | Rafael Stenius      | Åbo Svenska Teater       |
| 1928 | Johan Lillback                    | Brudstugan En resande                                                                     | Oscar Tengström     | Åbo Svenska Teater       |
| 1928 | Bertie Lenox                      | Bättre folk (The Best People) Avery Hopwood och David Gray                                | Oscar Tengström     | Åbo Svenska Teater       |
| 1928 | Per Bille                         | Hokus pokus (Hokuspokus) Curt Goetz                                                       | Oscar Tengström     | Åbo Svenska Teater       |
| 1928 | Raoul de Vriac, greve             | Markisinnan (The Marquise) Noël Coward                                                    | Rafael Stenius      | Åbo Svenska Teater       |
| 1928 | Bennet Lomax                      | Livets gång (The Way Things Happen) Clemence Dane                                         | Oscar Tengström     | Åbo Svenska Teater       |
| 1928 | François Plissard, avdelningschef | Sprattelgubben (Der Hampelmann) Robert Stolz, Gustav Beer och Fritz Lunzer                | Rafael Stenius      | Åbo Svenska Teater       |
| 1929 | Prins Erik                        | Gustav Vasa August Strindberg                                                             | Oscar Tengström     | Åbo Svenska Teater       |
| 1929 | Georges Letournel                 | Resan till Le Havre (Mademoiselle ma mère) Louis Verneuil                                 | Oscar Tengström     | Åbo Svenska Teater       |
| 1929 | Carl Olof Cronstedt               | Sveaborg Ture Janson                                                                      | Oscar Tengström     | Åbo Svenska Teater       |
| 1929 | Gickon Morrison, advokat          | Sista slöjan (The Ruby of the Black Prince) Gustav Beer                                   | Oscar Tengström     | Åbo Svenska Teater       |
| 1929 | Pertinax                          | Katja (Katja, die Tänzerin) Jean Gilbert, Leopold Jacobson och Rudolph Österreicher       | Rafael Stenius      | Åbo Svenska Teater       |
| 1929 | Jerry Miller, advokat             | Mannen som bytte namn (The Man Who Changed His Name) Edgar Wallace                        | Oscar Tengström     | Åbo Svenska Teater       |
| 1929 | Tom Burton, societetslejon        | En provisorisk äkta man (Her Temporary Husband) Edward A. Paulton                         | Oscar Tengström     | Åbo Svenska Teater       |
| 1929 | Trotter                           | Männen vid fronten (Journey's End) Robert Cedric Sheriff                                  | Oscar Tengström     | Åbo Svenska Teater       |
| 1929 | Macheath                          | Tiggaroperan (Die Dreigroschenoper) Bertolt Brecht och Kurt Weill                         | Oscar Tengström     | Åbo Svenska Teater       |
| 1929 | Ulrik von Lichtenfels             | Liselotte (Arme Ritter) Franz Arnold, Ernst Bach och Walter Kollo                         | Oscar Tengström     | Åbo Svenska Teater       |
| 1930 | John Middleton                    | Gör Constance rätt? (The Constant Wife) W. Somerset Maugham                               | Rafael Stenius      | Åbo Svenska Teater       |
| 1930 | Bassanio                          | Köpmannen i Venedig (The Merchant of Venice) William Shakespeare                          | Oscar Tengström     | Åbo Svenska Teater       |
| 1930 | En officer Rannsakningsdomaren    | Det levande liket (Живой труп, Zivoj trup) Lev Tolstoj                                    | Oscar Tengström     | Åbo Svenska Teater       |
| 1930 | En hovmästare                     | Topaze Marcel Pagnol                                                                      | Gustaf Linden       | Åbo Svenska Teater       |
| 1930 | Sir Basil Winterton               | Ungkarlspappan (The Bachelor Father) Edward Childs Carpenter                              | Oscar Tengström     | Åbo Svenska Teater       |
| 1930 |                                   | Flärd och flirt (These Pretty Things) Gertrude E. Jennings                                | Oscar Tengström     | Åbo Svenska Teater       |
| 1930 |                                   | § 193 (Storken) Thit Jensen                                                               | Oscar Tengström     | Åbo Svenska Teater       |
| 1930 |                                   | Napoleon ingriper (Napoleon greift ein) Walter Hasenclever                                | Oscar Tengström     | Åbo Svenska Teater       |
| 1930 | Greve Lacy de Nagyfaludi          | Min syster och jag (Meine Schwester und ich) Ralph Benatzky och Robert Blum               | Oscar Tengström     | Åbo Svenska Teater       |
| 1931 |                                   | Fyra herrar i frack László Lakatos                                                        | Oscar Tengström     | Åbo Svenska Teater       |
| 1931 |                                   | Mors rival (La Malquerida) Jacinto Benavente                                              | Oscar Tengström     | Åbo Svenska Teater       |
| 1931 |                                   | Spöktåget (The Ghost Train) Arnold Ridley                                                 | Leo Golowin         | Åbo Svenska Teater       |
| 1931 |                                   | Marius Marcel Pagnol                                                                      | Oscar Tengström     | Åbo Svenska Teater       |
| 1931 |                                   | En liten komedi (Kleine Komödie) Siegfried Geyer                                          | Per Hjern           | Åbo Svenska Teater       |
| 1931 |                                   | Diktatorn (Le Dictateur) Jules Romains                                                    | Konni Wetzer        | Åbo Svenska Teater       |
| 1944 |                                   | En midsommarnattsdröm (A Midsummer Night's Dream) William Shakespeare                     | Sandro Malmquist    | Malmö stadsteater        |
| 1944 |                                   | Jorden runt på 80 dagar (Le Tour du monde en quatre-vingts jours) Jules Verne             | Alf Henrikson       | Malmö stadsteater        |
| 1945 | Montfleury                        | Cyrano de Bergerac Edmond Rostand                                                         | Sandro Malmquist    | Malmö Stadsteater        |
| 1945 |                                   | Det var en gång (Det var engang) Holger Drachmann                                         | Arne Lydén          | Malmö stadsteater        |
| 1945 |                                   | Hamlet William Shakespeare                                                                | Sandro Malmquist    | Malmö Stadsteater        |
| 1946 |                                   | Sankta Johanna (Saint Joan) George Bernard Shaw                                           | Sandro Malmquist    | Malmö Stadsteater        |
| 1946 |                                   | Tolvskillingsoperan (Die Dreigroschenoper) Bertolt Brecht och Kurt Weill                  | Sandro Malmquist    | Malmö stadsteater        |
| 1948 |                                   | Vår lilla stad (Our Town) Thornton Wilder                                                 | Gösta Folke         | Malmö Stadsteater        |
| 1948 |                                   | Streber Stig Dagerman                                                                     | Bengt Ekerot        | Malmö Stadsteater        |
| 1948 |                                   | Lycko-Pers resa August Strindberg                                                         | Gösta Folke         | Malmö Stadsteater        |
| 1948 |                                   | Drömmarnas berg (High Tor) Maxwell Anderson                                               | Gösta Folke         | Malmö Stadsteater        |
| 1952 | De gamla                          | Mordet i Barjärna Ingmar Bergman                                                          | Ingmar Bergman      | Malmö stadsteater        |
| 1952 |                                   | Greve Öderland (Graf Öderland) Max Frisch                                                 | Lars-Levi Læstadius | Malmö Stadsteater        |
| 1952 | Dulac                             | Jag vill kärleken (Eurydice) Jean Anouilh                                                 | Ingrid Luterkort    | Helsingborgs stadsteater |
| 1954 | von Kronow                        | Glada änkan (Die lustige Witwe) Franz Lehár, Leo Stein och Viktor Léon                    | Ingmar Bergman      | Malmö stadsteater        |
| 1955 | Hokaida                           | Thehuset Augustimånen (The Teahouse of the August Moon) John Patrick                      | Ingmar Bergman      | Malmö stadsteater        |
| 1955 |                                   | Vår egen ö (Vores egen ø) Leck Fischer                                                    | Eva Sköld           | Malmö stadsteater        |
| 1956 |                                   | Fruar på vift (Le Dindon) Georges Feydeau                                                 | Yngve Nordwall      | Malmö stadsteater        |
| 1956 | Foster Wilson                     | Annie Get Your Gun Irving Berlin, Dorothy Fields och Herbert Fields                       | Ivo Cramér          | Malmö Stadsteater        |
| 1957 |                                   | Millionen (To Dorothy, a Son) Roger MacDougall                                            | Yngve Nordwall      | Malmö stadsteater        |

### Regi (ej komplett)
| År   | Produktion                                         | Upphovsmän                   | Teater             |
| ---- | -------------------------------------------------- | ---------------------------- | ------------------ |
| 1929 | Hennes lilla majestät                              | Paul Lanzinger               | Åbo Svenska Teater |
| 1929 | Sabinskornas bortrövande Der Raub des Sabinerinnen | Franz och Paul von Schönthan | Åbo Svenska Teater |
| 1931 | En liten komedi Kleine Komödie                     | Siegfried Geyer              | Åbo Svenska Teater |